# Lindknud Sogn
Lindknud Sogn ist eine Kirchspielsgemeinde (dän.: Sogn)  im südlichen Dänemark. Bis 1970 gehörte sie zur Harde Malt Herred im damaligen Ribe Amt, danach zur Brørup Kommune im erweiterten Ribe Amt, die im Zuge der  Kommunalreform zum 1. Januar 2007 in der „neuen“  Vejen Kommune in der Region Syddanmark aufgegangen ist.
Am 1. Oktober 2010 wurde der ehemalige Kirchenbezirk Hovborg Kirkedistrikt im Lindknud Sogn mit der Abschaffung der dänischen Kirchenbezirke ein selbständiges Sogn Hovborg Sogn.
Im Kirchspiel leben 833 Einwohner, davon 418 im Kirchdorf (Stand:1. Januar 2023). Im Kirchspiel liegt die Kirche „Lindknud Kirke“.
Nachbargemeinden sind im Südwesten Åstrup Sogn und Holsted Sogn, im Süden Brørup Sogn, im Südosten Læborg Sogn und im Osten Bække Sogn, sowie in der benachbarten Billund Kommune im Nordosten Vorbasse Sogn und im Norden Hejnsvig Sogn und in der Varde Kommune Vester Starup Sogn im Nordwesten und Fåborg Sogn im Westen.